# Bušnje
Bušnje (cyr. Бушње) – wieś w Czarnogórze, w gminie Pljevlja. W 2011 roku liczyła 148 mieszkańców.